# Капустян Олексій Володимирович
Олексій Володимирович Капустян (нар. 1975) — відомий учений у галузі математики. Доктор фізико-математичних наук, професор. Академік АН вищої школи з 2021 року за науковим відділенням математики.

## Біографія
Народився 30 жовтня 1975 року в місті Дніпропетровськ. Закінчив Київський університет імені Тараса Шевченка в 1997 році за спеціальністю «Математика». Кандидат фізико-математичних наук з 2000 року, дисертація за спеціальністю на тему «Існування та апроксимації глобальних атракторів нелінійних еволюційних рівнянь». Доктор фізикоматематичних наук з 2008 року, дисертація за спеціальністю диференціальні рівняння на тему «Глобальні атрактори неавтономних многозначних динамічних систем». Працює в Київському національному університеті імені Тараса Шевченка з 1999 року, з 2008 року — професор кафедри інтегральних та диференціальних рівнянь механіко-математичного факультету. Вчене звання професора кафедри інтегральних та диференціальних рівнянь присвоєно 14 квітня 2011 року.
Наукові інтереси: нелінійні еволюційні рівняння, імпульсні системи, многозначні динамічні системи, глобальні атрактори нескінченновимірних динамічних систем, еволюційні включення, задачі оптимального керування. Був керівником 4 наукових проєктів ДФФД та НФДУ. Автор 5 монографій та 105 наукових статей.
На механіко-математичному факультеті читає такі обов'язкові та вибіркові дисципліни: «Диференціальні рівняння»; «Математичний аналіз»; «Варіаційне числення та методи оптимізації»; «Асимптотичні та якісні методи в теорії диференціальних рівнянь»; «Вступ до теорії динамічних систем»; «Макроекономічні моделі»; «Диференціальні рівняння з многозначною правою частиною»; Mathematics I, Mathematics II (мова викладання — англійська). Має 15 навчальних посібників. Науковий керівник 6 кандидатів наук.
Член спеціалізованих вчених рад із захисту кандидатських і докторських дисертацій при Київському національному університеті імені Тараса Шевченка та при Інституті математики НАН України. Член секції «математика» Наукової Ради МОН України. Член редколегії наукових журналів «Journal of optimization, differential equations and applications», «Дослідження в математиці і механіці» та «Вісник Київського Університету. Серія: математика, механіка».
Є лауреатом премії НАН України для молодих учених (2001), лауреатом премії Президента України для молодих вчених (2005), нагороджений відзнакою НАН України для молодих учених (2009), відзнакою Київського національного університету імені Тараса Шевченка «Грамота Київського національного університету імені Тараса Шевченка за успіхи у навчальній, науковій і виховній роботі» (2019).